# Pinheyschna subpupillata
Pinheyschna subpupillata – gatunek ważki z rodziny żagnicowatych (Aeshnidae).